# Лобутев, Борис Николаевич
Бори́с Никола́евич Ло́бутев (род. 14 марта 1939, Москва, СССР) — советский футболист, нападающий. Мастер спорта с 1970 года.

## Карьера

### Клубная
Воспитанник ДЮСШ московского «Спартака», где начал и карьеру в команде мастеров, за которую впервые был заявлен в 1956 году, однако на поле тогда не выходил. Дебютировал 31 октября 1957 года в матче против московского «Динамо», тогда же забил и свой первый гол за «Спартак». Всего в сезоне 1957 года сыграл 4 матча, в которых забил три мяча, чем помог команде завоевать бронзовые медали чемпионата. В следующем сезоне снова сыграл в 4-х матчах, забил два гола (11 августа сделал дубль в матче против «Крыльев Советов») и стал, в единственный раз чемпионом страны. В сезоне 1959 года сыграл в 6 встречах и забил два мяча в чемпионате и один матч в Кубке СССР. В 1960 году сыграл только один матч за «Спартак», после чего отправился в «Шахтёр» Сталино, в котором и доиграл сезон, проведя 12 встреч и забив один гол в чемпионате, и сыграв один матч в Кубке. 1961 год провёл в «Спартаке» из Внуково в КФК, но уже на следующий год вернулся в большой футбол, перейдя в краснодарский «Спартак» (через год поменявший название на «Кубань»), за который в сезоне 1962 года сыграл 19 матчей, забил 9 мячей и стал, вместе с командой, победителем класса «Б» и чемпионом РСФСР. В следующем сезоне провёл за «Кубань» 17 матчей в лиге, в которых забил 1 гол, и одну игру в Кубке. В 1964 году перешёл в серпуховскую «Звезду», в составе которой в 1965 году сыграл 21 матч в лиге и 3 матча в Кубке, в которых забил 1 гол. Сезон 1966 года провёл в калининской «Волге», за которую, сыграл только два матча и забил один мяч. В 1967 году выступал в КФК за раменский «Сатурн».

## Достижения

### Командные
«Спартак» (Москва)
Чемпион СССР: 1958
Бронзовый призёр чемпионата СССР: 1957
«Спартак» (Краснодар)
Победитель класса «Б» чемпионата СССР: 1962
Чемпион РСФСР: 1962